# La Bascule à deux
Pour les articles homonymes, voir Bascule.
La Bascule à deux est un téléfilm français de 90 minutes réalisé par Thierry Chabert en 1999 pour France 2, faisant suite au téléfilm La Bascule réalisé l'année précédente.

## Synopsis
Après des mois de lutte discrète mais acharnée, la jeune enseignante paraplégique Fanny Beaupart semble avoir gagné le respect de ses élèves et l'estime de ses collègues. Elle a, par ailleurs, changé de compagnon. Un jour, elle découvre qu'elle est enceinte, alors qu'elle se croyait stérile. Loin de la réjouir, la nouvelle la perturbe, d'autant plus que la grossesse s'annonce difficile. Est-elle en mesure de la mener à terme ? Et si oui, sera-t-elle assez forte physiquement et mentalement pour assumer son rôle de mère, alors que son passé familial, et notamment l'absence de son père, la font toujours souffrir ? Et pour commencer, saura-t-elle s'occuper d'un bébé ?

## Fiche technique
- Réalisateur : Thierry Chabert
- Scénario : Toni Leicester (Jenny Arasse)
- Musique : Angélique Nachon et Jean-Claude Nachon
- Directeur Photo: Dominique Brabant
- Son : François de Morant
- Producteur : Jacques Fansten (Télécip)
- Assistant Producteur : Lissa Pillu
- Producteur Diffuseur: Nicolas Traube (France 2)
- Date de sortie : 15 novembre 2000

## Distribution
- Rosemarie La Vaullée : Fanny Beaucart
- Jean-Pierre Lorit : Christian
- Laurent Natrella : Patrice
- Thomas Jouannet : Boris
- Jean-Louis Tribes : Serge Beaucart
- Geneviève Fontanel : Nicole Beaucart
- Philippe Crespeau : Moreau
- Violaine Barret : Mme Lançon
- Axelle Cummings : Nathalie
- Stephanie Jobert : Amira
- Patrice Saunier : Verrier
- Pascal Leguennec : le père de Christian
- Jacqueline Duzan : la mère de Christian
- Myriam Ehrlich : Aline
- Laurence Bourdil : Docteur Latifa Lecoq
- Marie Marsol : l'infirmière du collège
- Bertrand Milliot : Docteur Lambert
- Delphine McCarty : Sylvie Denvers
- Jacques Gimond : Monsieur Pinson
- Laure Pallec : Madame Ledoux